# Framas Kunststofftechnik
Die Framas Kunststofftechnik GmbH ist ein Industrieunternehmen mit Konzernsitz in Pirmasens. Das Unternehmen ist entwickelt und stellt Kunststoff-Hochleistungskomponenten für die Schuh- und Sportartikelindustrie her.

## Geschichte
Die Firmengeschichte geht auf das Jahr 1948 zurück. Der Namensgeber Franz Martz gründete mit seinen Söhnen Franz Martz (Junior), Heribert Martz und Raimund Martz die Franz Martz & Söhne Schuhleistenmanufaktur.
Zu den Produktgruppen zählen mitunter Schuhleisten, Außensohlen, Mittelsohlen, Hinterkappen sowie Spritzguss- oder Gießformen. Zu den Kunden zählen neben Adidas, Nike, Puma und New Balance auch Sicherheitsschuhmarken sowie Start-ups.

## Organe und Zahlen
Geschäftsführer sind Martin Jachmann, Patrick Jann und Andreas Wolf. Im Jahr 2021 erwirtschaftete der Konzern weltweit bei einem Umsatz von 103,9 Mio. €, bei einem Konzernergebnis nach Steuern von −14,8 Mio. €. Der Konzern beschäftigt ungefähr 3.200 Mitarbeitende. Im Jahr 2022 verarbeitete das Unternehmen 9.152 Tonnen Kunststoff, davon waren 2.522 Tonnen recycelt und 544 Tonnen aus biobasierten Rohstoffen.

## Heutige Struktur
Insgesamt hat die Unternehmensgruppe 13 Standorte weltweit. Dazu zählen mitunter die Gesellschaften:
- Framas Vietnam Ltd. (Binh Duong Province/Vietnam),
- Framas Korea Co. Ltd. (Busan/Südkorea),
- PT Framas Indonesia (Bekasi/Indonesien),
- Framas Hong Kong Ltd. (Hongkong/Volksrepublik China),
- Framas Korea Vina Co. Ltd. (Dong Nai Province/Vietnam),
- Framas China Ltd. (Hongkong/Volksrepublik China),
- Framas Footwear Technologies Co. Ltd. (Dong Nai Province/Vietnam),
- Framas Dongguan Creation Center Ltd. (Dongguan/Volksrepublik China),
- sowie Framas USA Inc. (Wilmington/USA).